# На краю лезвия (фильм, 1994)
«На краю лезвия» (итал.: Sul filo del rasoio) — итальянский триллер 1994 года режиссёра Джо д’Амато.

## Сюжет
Молодая и красивая Францес переезжает в дом у озера, где год назад таинственно погибла её сестра, подозревая, что это было убийство…

## В ролях
- Галя Орлова — Францес
- Теодосио Лозито — Сонни Эверетт
- Валтер Тоски — РэйПеркинс, лейтенант полиции
- Сюзанна Бугатти — Мег
- Маурицио Паничи — Берти
- Элизабет Ресслер — Рут
- Вира Силенти — эпизод (нет в титрах)

## Съёмки
Позже в интервью журналу «Nocturno Cinema» режиссёр сказал, что фильм был снят в жанре «лёгкой» эротики, из-за надежд на возможную продажу телеканалам, но в итоге был выпущен на видео, при этом по его словам: «Галина Орлова была россиянкой, которая вышла замуж за итальянца из Брешии. Она делала стриптиз-шоу, и для неё это была драма».

## Критика
Эта смесь отсылок к фильмам нуар и триллерам не выдерживает критики: Массаччези (скрывающийся под псевдонимом «Джеймс Берк») в то время находился в тяжелом финансовом положении, и фильм, одна из последних работ «Filmirage», выглядит дешёвым и неряшливо сделанным.
Оригинальный текст (англ.)Its mixture of film noir references and thrills falls flat: Massaccesi (hiding under the pseudonym «James Burke») was in dire financial straits at the time and the movie, one of the last Filmirage productions, looks cheap and sloppily made. 
— Italian Giallo in Film and Television: A Critical History / Roberto Curti. — page 392

«На краю лезвия» это следование за обычными в то время сексуальными триллерами, создаваемыми после успеха «Основного инстинкта» Пола Верховена (поэтому и международное название фильма — «Инстинкт»). Массаччези делает его без особого энтузиазма.
Оригинальный текст (итал.)ISul filo del rasoio (1992) è un ritorno alla normalità di un sexy - thriller costruito sulla scia del successo di Basic Istinct di Paul Verhoven (e infatti il titolo internazionale è Istinct) . Massaccesi lo dirige senza grande entusiasmo
— Gordiano Lupi - Erotismo, orrore e pornografia secondo Joe D'Amato. - Mondo ignoto, 2004. - 263 p. - page 186